# Minatori Roma Sud
I Minatori Roma Sud sono una squadra di football americano con sede operativa a Genazzano (RM).
Collaborano con i Pretoriani Roma  e hanno disputato la Terza Divisione FIDAF 2018, classificandosi al primo posto nel Girone C, per poi essere eliminati dai White Preds Golfo del Tigullio (già Predatori) nelle semifinali di conference.

## Storia
L’Associazione Sportiva Dilettantistica Minatori Cave Aft è nata ufficialmente nel dicembre 2013 da un'idea dell’allora Presidente Emanuele Lucci ed alcuni suoi amici, da sempre appassionati di questo sport, con l’idea di portare il football americano fuori dai confini della Capitale e di costituire un punto di riferimento nella provincia metropolitana e laziale (l'area di Cave, la provincia di Roma Sud e Frosinone).
Il nome "Minatori" è stato scelto per ricordare una caratteristica del proprio territorio, le cave di
tufo e pozzolana.
Nel 2019, in occasione dell'ingresso nella Polisportiva Audace 1919, la sede sociale è stata spostata da Cave a Genazzano e il nome della squadra è stato conseguentemente modificato da Minatori Cave in Minatori Roma Sud.

## Campionato 2018
Guidati dal capo-allenatore Fabio Annoscia, i Minatori hanno disputato la Terza Divisione FIDAF 2018, il terzo livello delle competizioni agonistiche senior organizzate dalla FIDAF, vincendo tutte e sei le partite della stagione regolare e conquistando il diritto di disputare direttamente i quarti di conference nei play off. Nella post season, dopo avere battuto nettamente gli Achei Crotone, sono stati sconfitti di misura dai White Preds Golfo del Tigullio nella semifinale di South Conference giocata in casa, per 19 – 25, chiudendo così la stagione con il consuntivo di 7 vinte e 1 persa (87,5% di vittorie).

### Stagione regolare
| Roma 4 marzo 2018, ore 16:30 3ª giornata | Fighting Ducks Lazio | 14 – 24 (6-8 0-0 0-8 8-8) referto | Minatori Cave | C.S. Dabliù (100 spett.) |

| Roma 10 marzo 2018, ore 20:35 4ª giornata | Legio XIII Roma | 10 – 33 (0-7 2-6 8-12 0-8) referto | Minatori Cave | C.S. Aldobrandini (50 spett.)\| Arbitro: \| M. Cuppari \| |
| Arbitro:                                  | M. Cuppari      |                                    |               |                                                           |

| Cave 25 marzo 2018, ore 15:30 6ª giornata | Minatori Cave | 45 – 7 (6-7 16-0 23-0 0-0) referto | Sirbons Cagliari | Stadio Comunale Luigi Ariola (100 spett.)\| Arbitro: \| U. di Bari \| |
| Arbitro:                                  | U. di Bari    |                                    |                  |                                                                       |

| Cave 15 aprile 2018, ore 17:00 8ª giornata | Minatori Cave | 40 – 30 (13-0 12-0 0-24 15-6) referto | Fighting Ducks Lazio | Stadio Comunale Luigi Ariola (100 spett.)\| Arbitro: \| U. di Bari \| |
| Arbitro:                                   | U. di Bari    |                                       |                      |                                                                       |

| Cave 29 aprile 2018, ore 16:30 10ª giornata | Minatori Cave | 34 – 14 (7-0 7-0 7-0 13-14) referto | Legio XIII Roma | Stadio Comunale Luigi Ariola (100 spett.)\| Arbitro: \| G. Virone \| |
| Arbitro:                                    | G. Virone     |                                     |                 |                                                                      |

| Assemini 12 maggio 2018, ore 15:00 12ª giornata | Sirbons Cagliari | 9 – 54 (3-14 0-24 0-0 6-16) referto | Minatori Cave | Stadio Santa Maria (50 spett.)\| Arbitro: \| Colombo \| |
| Arbitro:                                        | Colombo          |                                     |               |                                                         |

### Playoff
| Genazzano 10 giugno 2018, ore 16:30 Quarti di conference | Minatori Cave | 34 – 13 (6-0 14-0 0-7 14-6) referto | Achei Crotone | C.S. Le Rose (100 spett.)\| Arbitro: \| M. Americi \| |
| Arbitro:                                                 | M. Americi    |                                     |               |                                                       |

| Genazzano 17 giugno 2018, ore 16:25 Semifinali di conference | Minatori Cave | 19 – 25 (7-3 0-9 6-6 6-7) referto | Predatori Golfo del Tigullio | C.S. Le Rose (80 spett.)\| Arbitro: \| A. Chiello \| |
| Arbitro:                                                     | A. Chiello    |                                   |                              |                                                      |

## Le Dinamiti
Nel 2016 è nato il progetto della squadra femminile, Le Dinamiti, che nel 2017 si è unita alle Legionarie (la squadra femminile dei Legio XIII) nella formazione denominata Le Di United.
Nel 2018, il progetto ha avuto un'ulteriore evoluzione nella collaborazione con Le Marines (la squadra femminile dei Marines Lazio) nella creazione del team United, iscritto al campionato CIFAF 2018.
Nel 2019 la sezione femminile si è staccata dalla società, per formare le United Roma.

## Dettaglio stagioni

### Campionato italiano

#### CIFAF
| Stagione | regular season | regular season | regular season | regular season | regular season | regular season | playoff | playoff | playoff | playoff | playoff | playoff    | playoff       |
|          | Vin            | Par            | Per            | Tot            | PF             | PS             | Vin     | Per     | Tot     | PF      | PS      | risultato  | avversaria    |
| -------- | -------------- | -------------- | -------------- | -------------- | -------------- | -------------- | ------- | ------- | ------- | ------- | ------- | ---------- | ------------- |
| 2018     | 1              | 0              | 3              | 4              | 19             | 95             | 0       | 1       | 1       | 14      | 29      | Semifinale | Sirene Milano |
| Totale   | 1              | 0              | 3              | 4              | 19             | 95             | 0       | 1       | 1       | 14      | 29      |            |               |

Fonte: Enciclopedia del Football - A cura di Roberto Mezzetti

#### Terza Divisione
| Stagione | regular season | regular season | regular season | regular season | regular season | regular season | playoff | playoff | playoff | playoff | playoff | playoff              | playoff                      |
|          | Vin            | Par            | Per            | Tot            | PF             | PS             | Vin     | Per     | Tot     | PF      | PS      | risultato            | avversaria                   |
| -------- | -------------- | -------------- | -------------- | -------------- | -------------- | -------------- | ------- | ------- | ------- | ------- | ------- | -------------------- | ---------------------------- |
| 2016     | 2              | 0              | 4              | 6              | 83             | 156            | -       | -       | -       | -       | -       | -                    | -                            |
| 2017     | 4              | 0              | 2              | 6              | 205            | 132            | 1       | 1       | 2       | 42      | 68      | Quarti di conference | Steelers Terni               |
| 2018     | 6              | 0              | 0              | 6              | 230            | 84             | 1       | 1       | 2       | 53      | 38      | Quarti di conference | Predatori Golfo del Tigullio |
| 2019     | 2              | 0              | 4              | 6              | 124            | 147            | -       | -       | -       | -       | -       | -                    | -                            |
| Totale   | 14             | 0              | 10             | 24             | 642            | 519            | 2       | 2       | 4       | 95      | 106     |                      |                              |

Fonte: Enciclopedia del Football - A cura di Roberto Mezzetti